# Bianor nexilis
Bianor nexilis är en spindelart som beskrevs av Jastrzebski 2007. Bianor nexilis ingår i släktet Bianor och familjen hoppspindlar. Inga underarter finns listade.